# Sonnamn
Ett sonnamn är ett efternamn som (ursprungligen) har burits av en man och som har angett vem mannen var son till. Sonnamn har i många kulturer sedan kommit att bli ärftliga och kan därför bäras även av kvinnor. Några exempel på sonnamn är Eriksson, Karlsson, Larsson, Svensson och Gustafsson.
- För sonnamn som baseras på faderns förnamn, se Patronymikon
- För sonnamn som baseras på moderns förnamn, se Metronymikon

## Sverige
I Sverige är sonnamnen vanliga, 29 % av befolkningen (2,8 miljoner) bär ett sonnamn, men 1970 var det betydligt fler, hela 44 % (3,5 miljoner).  Det vanligaste sonnamnet i Sverige är Andersson, tätt följt av Johansson. Det vanligaste icke-sonnamnet är Lindberg, på 17:e plats. 